# أنطون كيرن
أنطون كيرن (بالألمانية: Anton Kern) هو رسام ألماني، ولد في 1709 في ديتشين في التشيك، وتوفي في 8 يونيو 1747 في درسدن في ألمانيا.